# Дереволаз блакитний
Дереволаз блакитний (лат. Dendrobates azureus) — вид родини  древолазових (Dendrobatidae), за іншими даними — одна з колірних варіацій дереволаза плямистого  (Dendrobates tinctorius). Отруйна амфібія.

## Зовнішній вигляд
Довжина тіла блакитного дереволазу становить до 5 см. Самці дещо дрібніші за самок. У цих амфібій тулуб блакитний з чорними плямами і сині лапки.

## Поширення
Блакитний дереволаз зустрічається лише в невеликому регіоні на кордоні  Бразилії,  Французької Гвіани і Суринаму. Він населяє савану і  тропічні ліси округу Сіпалівіні і живе головним чином на землі, в листі, харчуючись дрібними  комахами. Через невеликий ареал цей вид знаходиться під загрозою зникнення. Основну небезпеку для нього становить знищення лісів навколишніми мисливцями. На мові індійців  тріо, що живуть в Сіпалівіні, ця жаба називається «окопіпі».

## Поведінка
Блакитні дереволази активні удень. На відміну від дереволазів інших видів, блакитні дереволази живуть у великих, до 50 особин, групах, населяючи зарослі чагарником виходи каміння по берегах.

## Розмноження

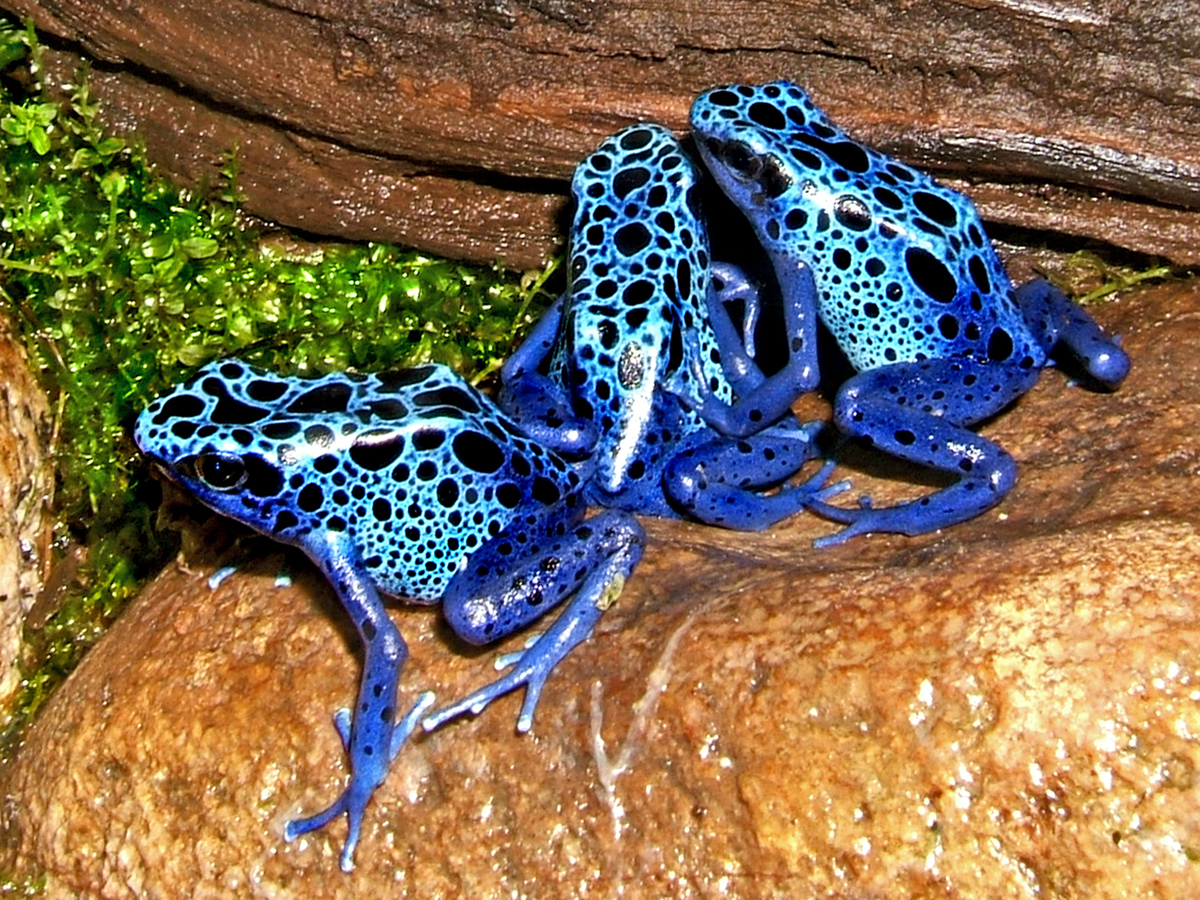

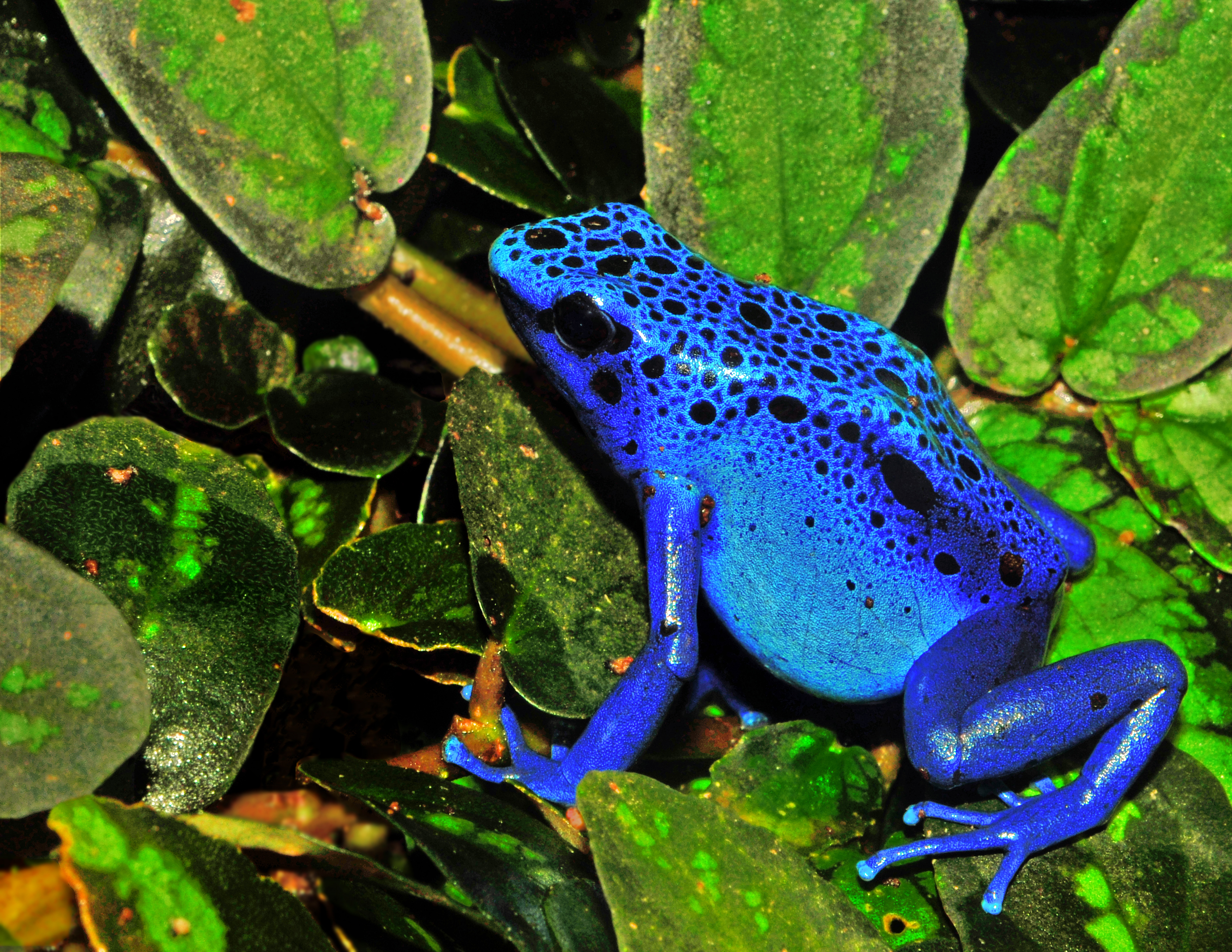
Блакитний дереволаз

Самки відкладають ікру в печерах або на берегах малих водойм. Через 12-16 днів з'являються  пуголовки, обидва батьки транспортують їх до водойми. Перетворення пуголовка в дорослу особину триває від 80 до 100 днів.

## Отрута
Шкірні залози блакитного дереволаза виділяють слиз, що містить сильну отруту. Ця отрута захищає тварину як від грибків і бактерій, так і від природних ворогів, яких інстинктивно відлякує також попереджуюче яскраве забарвлення блакитного дереволаза. Але в порівнянні зі спорідненими видами, наприклад Phyllobates terribilis, цей дереволаз володіє не дуже токсичною отрутою.

## Утримання в неволі
Блакитний дереволаз, як і багато інших представників родини дереволазів — популярна тераріумна тварина. Останнім часом його досить часто розводять у штучних умовах.